# Kreuzturm (Estergebirge)
Der Kreuzturm ist eine markante Felsformation mit Gipfelkreuz in der Kreuzwand, der östlichen Begrenzung des Archtals unterhalb des Zwölferköpfls. Wege zum Kreuz sind nicht vorhanden.